# Sikunang
Sikunang is een bestuurslaag in het regentschap Wonosobo van de provincie Midden-Java, Indonesië. Sikunang telt 2114 inwoners (volkstelling 2010).